# Сан Фаустино (Мачерата)
Сан Фаустино (итал. San Faustino) насеље је у Италији у округу Мачерата, региону Марке.
Према процени из 2011. у насељу је живело 63 становника. Насеље се налази на надморској висини од 122 м.